# Karl Heinrich Gräffe
Karl Heinrich Gräffe (n. 7 noiembrie 1799 la Braunschweig - d. 2 decembrie 1873 la Zürich) a fost un matematician german și profesor la Universitatea din Zürich.
A învățat meseria de prelucrător de bijuterii de la tatăl său.
Când acesta din urmă a plecat în SUA, Gräffe a trebuit să preia afacerea pentru a-și întreține familia.
A reușit, studiind noaptea, să intre în Carolineum din Brunswick în 1821. Ulterior, în 1823, a studiat matematica la Universitatea din Göttingen, unde i-a avut ca și colegi pe Carl Friedrich Gauß, Johann Tobias Mayer și Bernhard Friedrich Thibaut, luându-și doctoratul în 1825 cu teza Istoria calculului variațiilor de la originea calculului diferențial și integral până în zilele noastre.
În 1828 a fost numit profesor al Institutului de Tehnologie din Zurich și, din 1833, profesor asociat la Universitatea din Zurich de la data înființării acesteia. În același timp, a fost și profesor la Obere Industrieschule .A scris mai multe manuale pentru orele de la Institutul Tehnic. În 1860 a devenit profesor asociat la universitate. Din motive de sănătate, s-a retras de la școala industrială în 1868. Anterior, el renunțase la o profesie de profesor de matematică la Universitatea din Zurich, ceea ce l-a afectat.
A contribuit la definitivarea metodei lui E. Waring și Dandelin pentru rezolvarea aproximativă a ecuațiilor numerice, prin utilizarea de serii recurente, care permite calcularea în mod simultan a tuturor rădăcinilor reale și complexe și este cunoscută sub denumirea metoda lui Gräffe, publicată la Zürich în 1837 și completată ulterior în 1839. Metoda sa a fost găsită independent de Germinal Pierre Dandelin (1823) și Nikolai Ivanovici Lobacevski (publicat în manualul său de algebră superioară în 1834), pe care l-a dezvoltat din 1833. În 1838 a participat la un concurs la Academia din Berlin, dar a eșuat din motive formale (lucrarea sa, contrar regulilor, fusese deja tipărită).
Prin metoda sa originală, a primit un premiu din partea Academiei de Științe din Berlin.

## Scrieri
- Rezoluția ecuațiilor numerice superioare. Editura Friedrich Schulthess, Zurich 1837, Internet Archive.
  - Adăugări la aceasta au apărut în 1839 în programul Școlii Cantonului Zurich.

## Link-uri externe
- John J. O'Connor, Edmund F. Robertson :   https://mathshistory.st-andrews.ac.uk/Biographies/Graffe.html Karl Heinrich Gräffe. În: arhiva MacTutor History of Mathematics .
- http://www.histvv.uzh.ch/dozenten/graeffe_kh.html Prezentare generală a cursurilor predate de Karl Heinrich Gräffe la Universitatea din Zurich (semestrul de vară 1833 până la semestrul de iarnă 1866)